# 임천 조씨
임천 조씨(林川趙氏)는 충청남도 부여군 임천면을 본관으로 하는 한국의 성씨이다.

## 역사
임천조씨(林川趙氏) 시조(始祖) 조천혁(趙天赫)의 본명은 조수강(趙守康)으로서 북송 태조 조광윤(趙光胤)의 손자인 조유길(趙惟吉)의 다섯째 아들이라 전한다. 송나라에서 진사시(進士試)에 합격하고 서두공봉관(西頭供奉官)이 되었으나, 979년(송 태종 4)에 위왕(魏王)이 화를 입자 숙부 조유고(趙惟固)와 함께 난을 피해 고려에 동래하여 이름을 천혁(天赫)으로 고치고 임천에 정착하게 되었다고 한다. 그 후 고려 현종(顯宗) 때 강감찬(姜邯贊)과 함께 거란군(거丹軍)을 토벌한 공(功)으로 문하시중평장사(門下侍中平章事)에 올라 가림백(嘉林伯)에 봉해졌다고 한다.
임천 조씨는 조선시대 문과 급제자 42명을 배출하였다.

## 인물
- 조지서(趙之瑞, 1454년 ~ 1504년): 11세손. 1474년(성종 5) 식년문과와 1479년 문과중시에 급제하여 형조좌랑이 되었고, 건주위(建州衛) 정벌을 위하여 서정대장(西征大將) 어유소(魚有沼)의 종사관으로 참가했으나, 어유소의 파병(罷兵)과 관련된 전명(傳命)을 잘못하여 고신을 몰수당하고 외방에 유배되었다. 그 뒤 서반직에 복직된 뒤 교리·형조정랑·지평·응교 등을 지냈으며, 1495년(연산군 1) 창원부사로 파견되었다가 곧 사직하였다. 1504년 갑자사화에 연루되어 참살되었다. 성종 때 청백리(淸白吏)에 녹선되었다.
- 조원(趙瑗, 1544~1595): 조선조 문신. 아들 희정(希正)과 희철(希哲)이 임진왜란 때 어머니(조원의 처)를 지키다가 죽자 선조가 조원의 집 인근에 이들을 기리는 쌍홍문을 세우게 해 그것이 오늘날 서울시 종로구 효자동의 유래가 됨. 조원의 둘째 부인은 '몽혼'을 쓴 시인 이옥봉.
- 조희일(趙希逸, 1575~1638): 선조~인조 연간에 활약한 문신이자 서화가. 조원의 아들. 예조참판, 형조참판, 승문원제조, 경상감사 등을 지냄. 죽음집, 경사질의 등 10여책의 저서를 남김.
- 조정만(趙正萬, 1656년 ~ 1739년): 1681년(숙종 7) 진사시에 합격하였고, 1735년 지돈녕부사·한성부판윤과 공조·형조의 판서를 역임하고 지중추부사에 이르렀다. 저서로는 『오재집(寤齋集)』이 있다.
- 조명리(趙明履, 1697년 ~ 1756년): 1731년(영조 7) 정시문과(庭試文科)에 을과로 급제하여 도승지·이조참판·강원도관찰사·대사헌 등을 역임한 뒤 1755년 판윤이 되었다. 시호는 문헌(文憲).
- 조덕윤(趙德潤, 1747년 ~ 1821년): 1775년(영조 51) 별시문과에 병과로 급제하고, 1815년 병조판서에 올랐으며, 한성부판윤·우참찬 등을 역임하였다. 시호는 효정(孝貞).
- 조경호(趙慶鎬,1839 년 헌종5년~ 미상):대한제국기 중추원일등의관, 홍문관학사 등을 역임한 관료.1907년 규장각학사 겸 시강원일강관(侍講院日講官)으로 활동하였으나, 만년에는 정계와 관계를 단절하고 은거하였다. 1910년 국권강탈 이후 일본정부에 의하여 남작이 주어졌으나 이를 거절하였다. 글씨에 뛰어났다.[1]
- 조부영(趙富英, 1936년 ~ ): 제13·14·16대 국회의원. 제16대 국회 부의장.
- 조배숙(趙培淑, 1956년 ~ ): 제16·17·18·20대 국회의원.

## 항렬자
| 16세   | 17세          | 18세   | 19세   | 20세   | 21세   | 22세          | 23세   | 24세   | 25세   | 26세   | 27세          | 28세          | 29세   | 30세   | 31세   | 32세   | 33세   | 34세   | 35세   | 36세   |
| ------ | ------------- | ------ | ------ | ------ | ------ | ------------- | ------ | ------ | ------ | ------ | ------------- | ------------- | ------ | ------ | ------ | ------ | ------ | ------ | ------ | ------ |
| 형(馨) | 기(期) 경(景) | 정(正) | 명(明) | 덕(德) | 학(學) | 재(在) 기(基) | 호(鎬) | 한(漢) | 식(植) | 용(容) | 규(圭) 영(英) | 진(鎭) 상(商) | 택(澤) | 수(秀) | 찬(燦) | 준(埈) | 석(錫) | 윤(潤) | 환(桓) | 희(熙) |

## 인구
- 1985년 2,511가구 10,448명
- 2000년 3,476가구 11,040명
- 2015년 14,258명

## 같이 보기
- 배천 조씨

## 참고 자료
- “조씨(趙氏) 본관(本貫) 임천(林川)입니다.”. 《한국족보출판사》. 2022년 9월 17일에 원본 문서에서 보존된 문서.

1. ↑  출처: 한국민족문화대백과사전(조경호(趙慶鎬)).